# Planta epifita

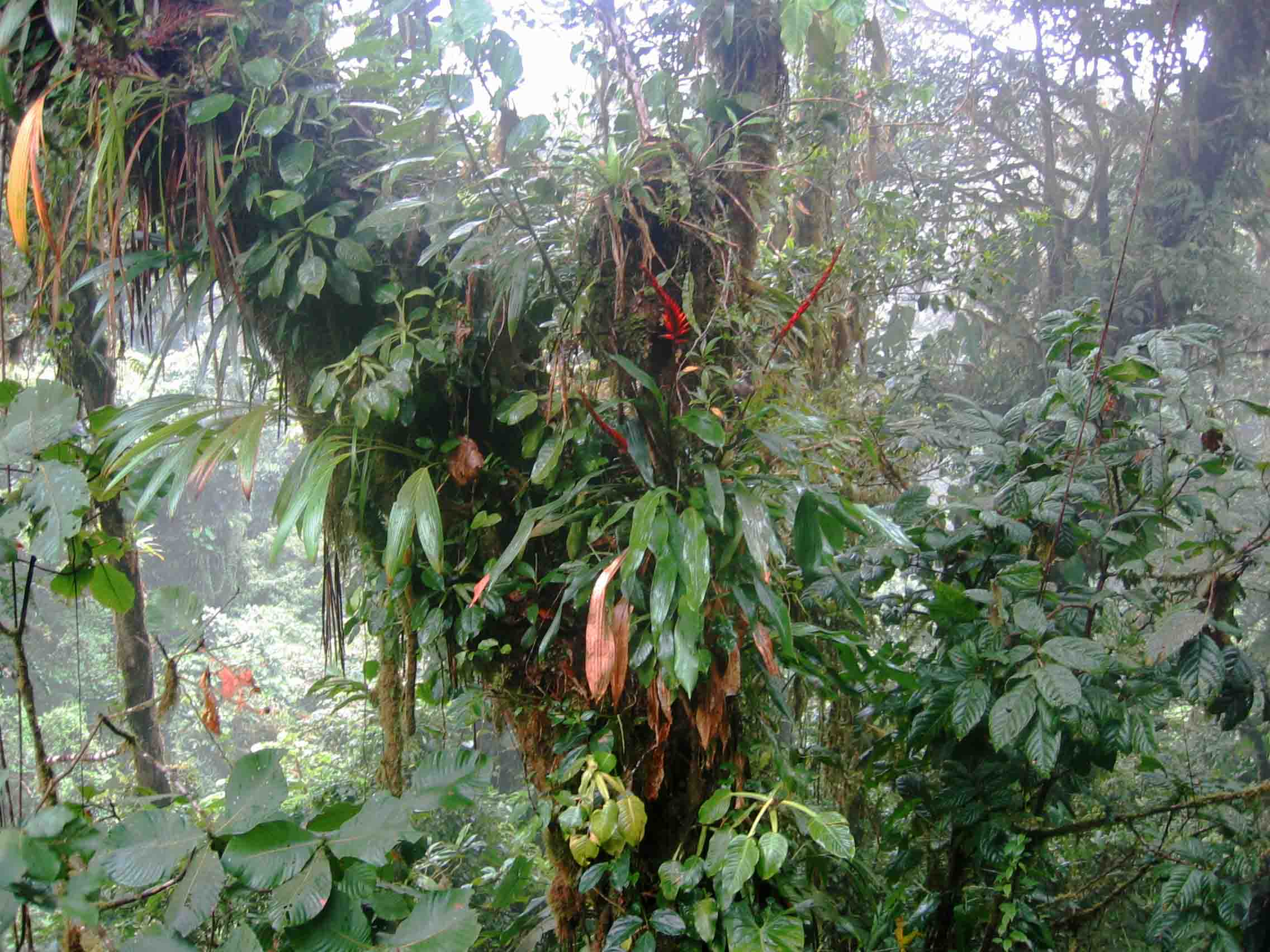
Árbol que soporta sobre tronco y ramas numerosas plantas epifitas, en el Parque Santa Elena de Costa Rica.

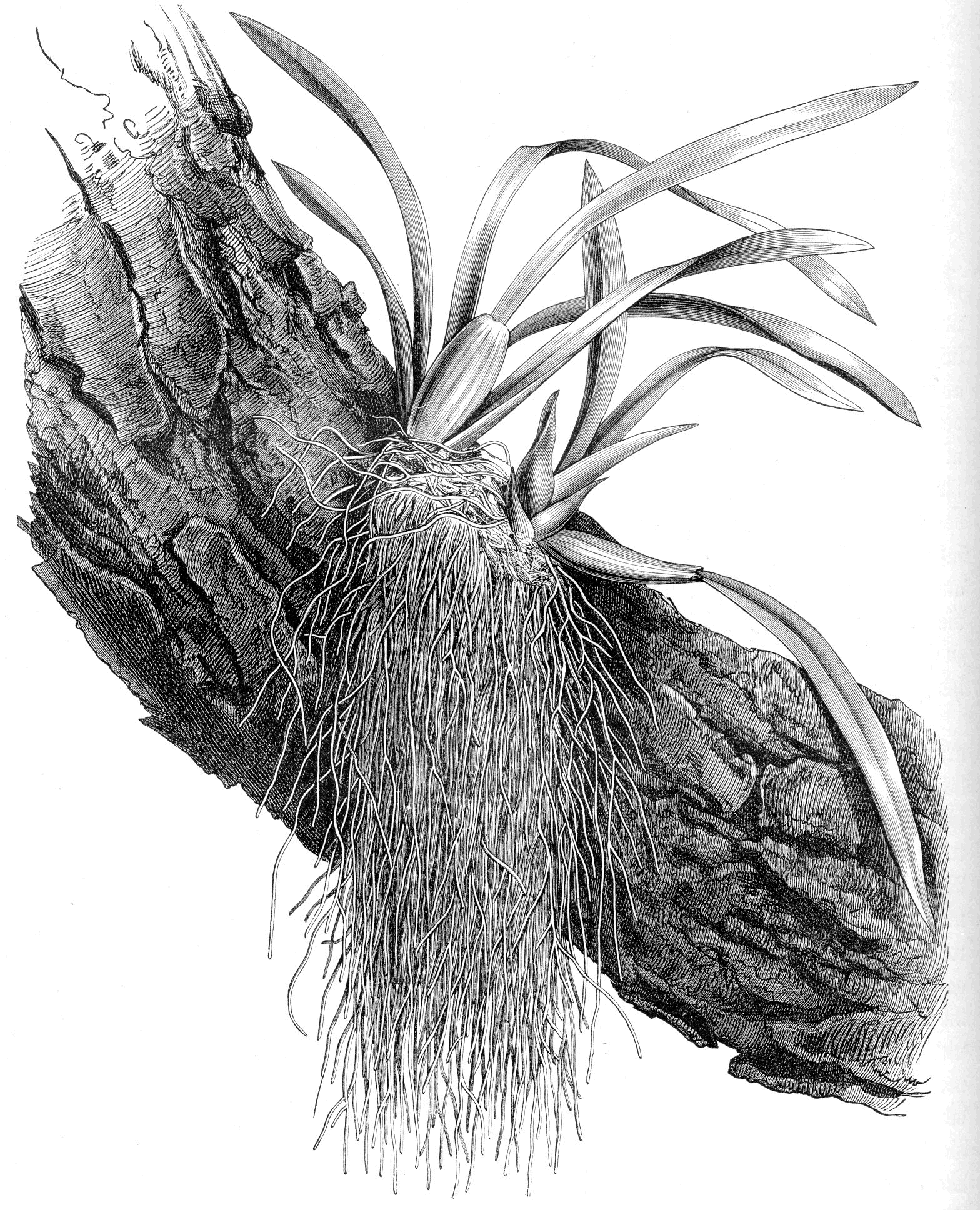
Muchas orquídeas son epífitas. En la imagen se muestra el crecimiento típico de una de ellas en el tronco de un árbol.

Epifita (del griego: epi, sobre, y pyton, planta) se refiere a cualquier planta que crece sobre otro vegetal u objeto usándolo solamente como soporte, pero que no lo parasita nutricionalmente. Es solo una parasitosis mecánica, y el árbol u objeto que hace de soporte es un hospedador de la parasitosis mecánica. Las epífitas son llamadas en ocasiones "plantas aéreas" ya que no enraízan en el suelo, sino en recovecos en los árboles con algo de detritos o se ayudan a fijarse al hospedador mediante raíces que penetran en los recovecos de los árboles y se cementan a ellos. Se llaman "hemiepifitas" si solo inician su vida de esta manera, enraizando luego en el suelo (o si inician su vida en el suelo y posteriormente son exclusivamente epífitas, al cortarse la conexión con él). Sin adjetivos se presume que no hace referencia a plantas parásitas, que penetran con sus raíces en el hospedador dependiendo nutricionalmente de él, pero a las plantas parásitas y semiparásitas se las puede llamar "parásitas epífitas" en relación con que se asocian al hospedador en el sector del vástago, a diferencia de las "parásitas epirrizas" que se asocian a su raíz. Las epífitas y hemiepífitas no son las únicas "parásitas mecánicas" de los árboles, también lo son las plantas trepadoras, tanto guiadoras como hemitrepadoras o apoyantes Existen muchas especies de algas, incluyendo las marinas, que son epífitas sobre otras especies acuáticas (marinas o acuáticas angiospermas)
Las epífitas son fotosintéticas y poseen raíces aéreas (sobre el nivel del suelo, en contacto con el aire) y obtienen la humedad del aire o de la lluvia que se escurre sobre sus raíces. Muchas orquídeas y aráceas epífitas poseen un tipo de raíz especializada llamada velamen. También pueden poseer otras estructuras especializadas, como escamas, o las hojas en roseta de las bromelias, que recogen y mantienen el agua de lluvia.
La ventaja más evidente respecto a las hierbas terrestres es que reciben más luz en los umbríos ecosistemas boscosos y se mantienen lejos de los herbívoros terrestres.
Las epífitas más conocidas incluyen musgos, líquenes, orquídeas, helechos, bromelias (como Tillandsia y ananás; aráceas; echeverias y los cactus epífitos (como los géneros Rhipsalis y Epiphyllum), aunque se pueden encontrar en todos los grupos principales del reino vegetal. Son más abundantes en las selvas húmedas tropicales y bosques templados lluviosos, pero tanto líquenes como musgos se encuentran en cualquier entorno con árboles.
El primer trabajo monográfico importante sobre la ecología de las epífitas fue escrito por Andreas Schimper (Die epiphytische Vegetation Amerikas, 1888). Y a fines del siglo XVIII, la Expedición Botánica del Reino de España al Virreinato de la Nueva Granada (ahora Colombia, Venezuela y Ecuador) desarrolló un extenso y profundo trabajo sobre las bromelias y orquídeas, continuado después por Humboldt y Bonpland a comienzos del siglo XIX.
Las epífitas son una de las seis subdivisiones del sistema de Raunkiær.

## Epifitas que utilizan un sostén no vegetal

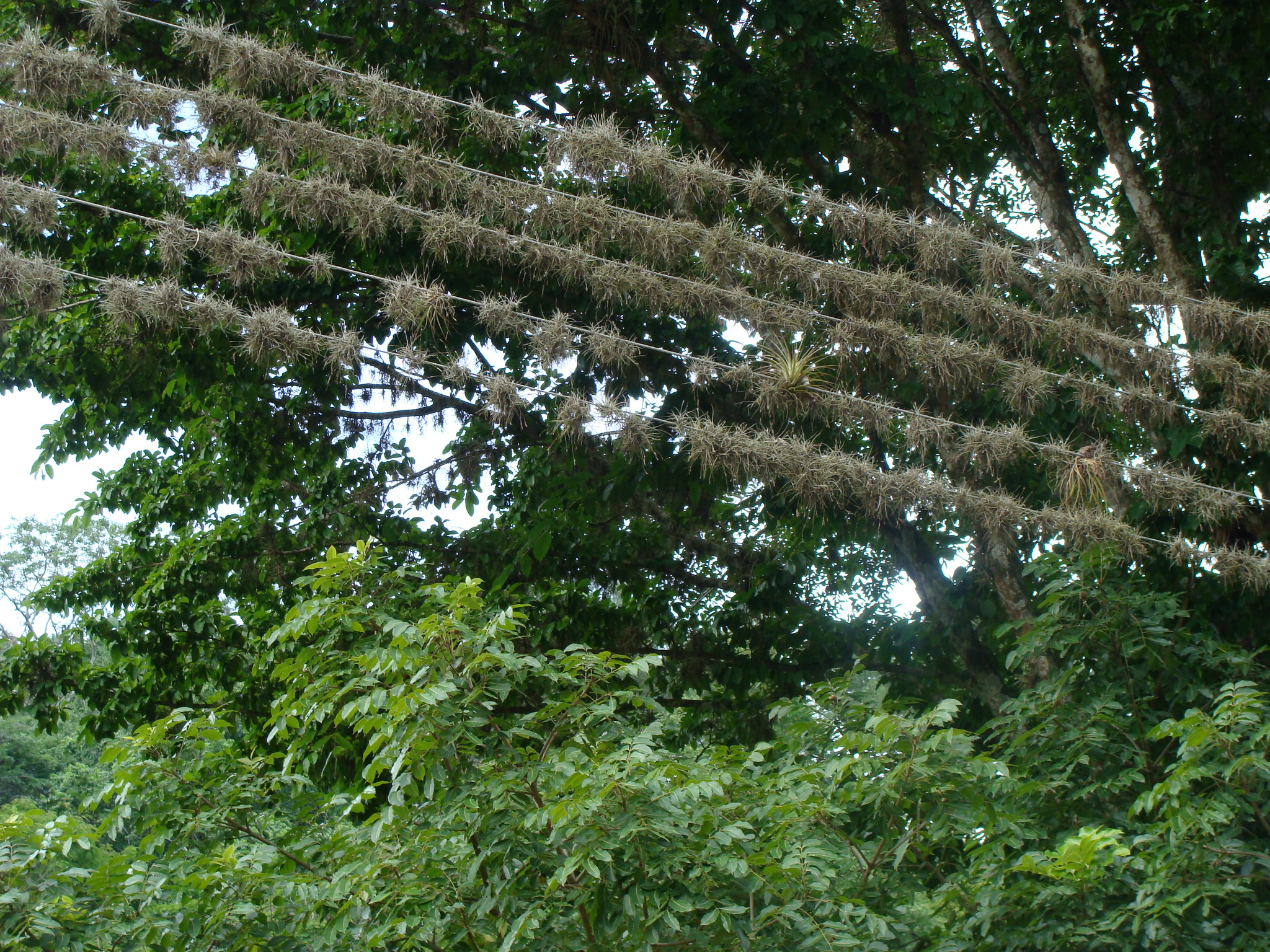
Epifitas desarrolladas en los cables del tendido eléctrico en la vertiente meridional de la Serranía del Interior en Venezuela

A pesar de lo que señala el DRAE sobre el término epifita (Epifita y también epifita 1. adj. Bot. Dicho de un vegetal: Que vive sobre otra planta, sin alimentarse a expensas de esta; p. ej., los musgos y líquenes. Fuente:), lo que se señala sobre las epífitas, lo mismo que de los musgos y líquenes, que necesitan un sostén vegetal, no siempre es cierto, como podemos ver en la imagen, donde son los cables del tendido eléctrico, y también las rocas en el caso del musgo o los líquenes los que pueden servir de soporte.